# Судкович, Фаина Наумовна
Фаина Садко (настоящее имя Фаина Наумовна Судкович) — русскоязычная поэтесса, композитор и автор-исполнитель, проживающая в Израиле.

## Биография
Фаина Судкович родилась в Ленинграде, затем переехала Москву. Окончила музыкальную школу по классу скрипки и фортепьяно. Высшее инженерное образование получила в Московском технологическом институте (ныне РГУТИС). В 1993 году иммигрировала в Израиль. Проживает в Афуле, работает менеджером по качеству.

## Творческий путь
Как поэт, музыкант и исполнитель, Фаина Судкович относит себя к жанру авторской песни, или к бардам. Была участником московского клуба «Поэзия» и литобъединения Кирилла Ковальджи при редакции журнала «Юность». В начале творческого пути занималась только сочинением стихов, позднее стала сочинять к ним музыку. Стала публиковаться на международных интернет-площадках и в литературной периодике, а также выступать на концертах и фестивалях авторской песни.
Публиковаться и выступать со своими произведениями Фаина начала под псевдонимом Фаина Садко. Подборки её стихов и отдельные произведения издаются на международных русскоязычных интернет-площадках и в литературной периодике.
В 2010 г. удостоена II места на конкурсе «Философский Саксаул — Зимний Конкурс», в 2011-2012 и 2014 гг. трижды становилась лауреатом (I место) международного конкурса фонда «Великий странник — молодым». Эти конкурсы проходят на крупнейшей русскоязычной литературной интернет-площадке Стихи.ру.
В 2011 году Фаина Судкович стала лауреатом (Гран-при) крупнейшего из проходивших в то время в Израиле международного поэтического ристалища: Международного конкурса русской поэзии им. В. Добина, а в следующем, 2012 г., завоевала на том же конкурсе II место и, как победительница прошлогоднего конкурса, была приглашена на международный фестиваль «Пушкин в Британии», где  удостоена III места в Супертурнире «Поверх барьеров». В 2018 году удостоена III места на проводящемся в Израиле международном фестивале «Дорога к Храму» (этот фестиваль проводится с 2013 года и привлекает лучших российских и русскоязычных поэтов зарубежья).
Финалистка международного интернет-конкурса «Эмигрантская лира 2013/2014. Конкурс поэтов-эмигрантов».
В 2022 г. в Иерусалиме вышла в свет книга стихов Фаины Судкович "Я все придумала". Издание замечено в литературном мире русского зарубежья и вызвало  положительный отклик критиков.
Фаина Судкович неоднократно была участником жюри таких значимых в мире авторской песни событий как фестиваль «Арфа Давида» (Израиль, 2015-2020 гг.), а в 2014-2019 гг. - уже упоминавшихся фестивалей на площадке Стихи.ру.
В 2009 году Фаина Судкович вместе с музыкантом и аккомпаниатором Екатериной Удаль создала дуэт СУДоКУ. Этот «дуэт из двоих человек» (цитата из иронического стихотворения Фаины), снискавший популярность в Израиле и за его пределами.
Дуэт СУДоКу выступает в посвященным ему передачах крупнейших русскоязычных СМИ Израиля — радио РЭКА, Первое радио, 9 канал, принимает участие в большинстве значимых событий мира израильской и зарубежной авторской песни: фестивали «Дуговка», «Сахновка», «Барды в Долине», «Арфа Давида", "Ковчег"", "Эллоуин" (Израиль), "Эмигрантская лира" (Льеж, Бельгия), «Музыка листопада» (Тарту, Эстония), «Синий троллейбус», «Странники», Клуб АП "Тамза" (США), в проводившихся порталом Института Пушкина «Образование на русском» в 2020 г. онлайн-марафонах, посвященных Юрию Визбору, Дмитрию Сухареву и Юлию Киму и др.
В 2013—2014 гг. дуэт СУДоКу удостаивался премий III и IV международного Г рушинского интернет-конкурса

## Регалии
- 2011 г.: Гран-при VI международного конкурса русской поэзии им. В.Добина
- 2012 г. Диплом II степени VII международный конкурс русской поэзии им. В.Добина
- 2012 г.: Призёр международного фестиваля «Пушкин в Британии» (Pushkin in Britain) (III место в Супертурнире «Поверх барьеров»).
- 2013 г.: Призер III Международного Грушинского Интернет-конкурса [40]
- 2014 г.: Призёр IV Международного Грушинского Интернет-конкурса в составе дуэта СУДоКу[41]
- 2018 г.: Призёр III международного поэтического фестиваля «Дорога к Храму[14]»

## Дискография
«Ни много, ни мало» — альбом песен Фаины Судкович в исполнении дуэта СУДоКу, Израиль 2016

## Отзывы/Критика
«Концерт бардовского дуэта „СУДоКУ“ (Фаина Судкович и Катя Удаль) был феерией музыкально-поэтических перевоплощений, созданной в лучших традициях бардовской песни. Прекрасные мелодии, великолепные стихи, необыкновенный артистизм — всё это вкупе, приправленное лёгкой грустью, тонким юмором, теплотой и женской иронией, оставило удивительное послевкусие, эдакое горьковатое ощущение счастья» — бюллетень Международного союза писателей «Литературная карта. Израиль. Арфа Давида — 2020»
"Это стихи с ясным голосом, от тишины до отчаяния, порывистые, с чуть повышенной температурой…. Читатель подружится с ними, не так много в наши тревожные дни появляется книжек, лишенных самолюбования, требовательных, интимных… Вероника Долина о книге Фаины Судкович «Я все придумала»
Стихи Фаины Судкович необычайно мелодичны. Их хочется петь или, — тем, кто лишен музыкальных способностей, — хотя бы мурлыкать про себя. Создаваемый Фаиной мир прекрасен и добр, каким и должен быть мир настоящего поэта. Яков Шехтер
."..чувства литературного критика пробуждаются лингвистической гармонией текста. От того, как ладятся между собою звуки поэтической речи, он может испытать восторг. А вслед за восторгом – полюбить. Для меня преддверием этого чувства обычно оказывается неудержимое желание продекламировать прочитанное вслух тому, кто окажется рядом. Озвучить, чтобы разделить с другими зарождающееся чувство и убедиться: да, это оно. Так получилось и на этот раз: в поэта Фаину Судкович я влюбился с первого взгляда...". Андрей Ларин, редактор журнала "Новая литература
- "Почему мне нравятся песни Фаины Судкович"[46]
- «Поющие с гитарой» с необычным названием «СУДоКУ»[47]
- "Таланты неместного значения» - о Фаине Судкович и дуэте «СУДоКУ»[48]
- Это — фантастические «СУДоКУ»![49]
- «Кто угадает дождь, кто остановит ветер?»[50]
- Дуэт СУДоКУ на Первом Радио 89.1 fm — Израиль[51]
- Дуэт СУДоКУ в программе радиостанции КАН-РЭКА "Дольче Вита"[52]
- "Я заполняю пустоту": рецензия на книгу Фаины Судкович в журнале "Артикль"
- "Лингвистическое танго": рецензия на сборник стихотворений Фаины Судкович в журнале "Новая литература"